# Castle Walls
"Castle Walls" là một bài hát được thể hiện bởi rapper T.I., trích từ album phòng thu thứ 7 của anh là No Mercy. Bài hát có sự góp giọng của ca sĩ Christina Aguilera, và được sản xuất bởi Alex da Kid.

## Ý nghĩa bài hát
Nadine Cheung, biên tập viên của AOL Radio, lý giải bài hát này như sau: "Trong 'Castle Walls' - bài hát mới nhất của T.I., cho chúng ta thấy cuộc sống đã đối đãi tốt với anh ta. Sau 11 tháng ngồi trong tù của một rapper (anh bị tuyên án phải ngồi tù vì tàng trữ ma túy trái phép và vì vi phạm lệnh của tòa án.) lời bài hát thể hiện một ý nghĩa mới, đặc biệt là phần chorus dễ nhớ được cất lên bởi Aguilera".

## Phê bình
Becky Bain từ Idolator viết rằng: "Christina Aguilera có thể đang hạnh phúc vì bộ phim Burlesque vừa công chiếu tại rạp, nhưng cô nên cảm thấy tự tin hơn nhờ sự hợp tác cùng rapper T.I. trong bài hát 'Castle Walls' tuyệt vời. Một ca khúc trong album No Mercy của T.I. có tiềm năng trở thành một hit giống như một hit khác của nhà sản xuất âm nhạc Alex da Kid là 'Love the Way You Lie'. (...)".

## Bảng xếp hạng
| Bảng xếp hạng (2010/2011) | Vị trí cao nhất |
| ------------------------- | --------------- |
| Canadian Hot 100          | 99              |
| Slovak Top 100            | 38              |
| Swedish Singles Chart     | 51              |
| U.S. R&B/Hip Hop Songs    | 84              |